# Alexander Cruzata
Alexander Cruzata Rojas, né le 26 juillet 1974 à Cueto, dans la province de Holguín, est un footballeur cubain, qui évoluait au poste de défenseur.

## Biographie

### Carrière en sélection
Cruzata fait ses débuts avec les U-20 à l'occasion du tournoi de football des Jeux d'Amérique centrale et des Caraïbes de 1993, à Ponce (Porto Rico), où les Cubains décrochent la médaille de bronze.
Trois ans plus tard, il fait son apparition au sein de l'équipe A afin de disputer les éliminatoires du Mondial 1998. Il sera également de la partie lors des qualifications pour les Coupes du monde de 2002 et 2006 (19 matchs disputés au total pour un but marqué). 
Auteur de 74 matchs internationaux de 1996 à 2005, Cruzata figure notamment dans le groupe des sélectionnés lors des Gold Cup de 1998, 2002, 2003 et 2005. En outre, au niveau régional, il est deux fois vice-champion de la Coupe caribéenne des nations en 1999 et 2005.

#### Buts en sélection
| Buts en sélection d'Alexander Cruzata | Buts en sélection d'Alexander Cruzata | Buts en sélection d'Alexander Cruzata                    | Buts en sélection d'Alexander Cruzata | Buts en sélection d'Alexander Cruzata | Buts en sélection d'Alexander Cruzata | Buts en sélection d'Alexander Cruzata |
|                                       | Date                                  | Lieu                                                     | Adversaire                            | Score                                 | Résultat                              | Compétition                           |
| ------------------------------------- | ------------------------------------- | -------------------------------------------------------- | ------------------------------------- | ------------------------------------- | ------------------------------------- | ------------------------------------- |
| 1.                                    | 14 mai 1996                           | Truman Bodden Sports Complex, George Town (Îles Caïmans) | Îles Caïmans                          | 1-0                                   | 5-0                                   | QCM 1998                              |
| 2.                                    | 8 avril 2001                          | Bourda Cricket Ground, Georgetown (Guyana)               | Guyana                                | 0-1                                   | 0-3                                   | QCAR 2001                             |

## Palmarès

### En club
- FC Holguín
  - Champion de Cuba en 2005-06.

### En équipe nationale
- Cuba
  - Finaliste de la Coupe caribéenne des nations en 1999 et 2005.